# Törpe nyársasszarvas
A törpe nyársasszarvas (Mazama chunyi) az emlősök (Mammalia) osztályának párosujjú patások (Artiodactyla) rendjébe, ezen belül a szarvasfélék (Cervidae) családjába és az őzformák (Capreolinae) alcsaládjába tartozó faj.

## Előfordulása
A törpe nyársasszarvas előfordulási területe az Andok nyugat-bolíviai és délkelet-perui részein van. Az itteni magashegyi erdők és tundraszerű térségek állatvilágának része.
A Természetvédelmi Világszövetség (IUCN) kutatásai szerint, 40%-a a korábbi területének tönkre van téve az emberi tevékenységek miatt; azonban a többi megfelelő védelmet élvez.

## Megjelenése
Ennek a körülbelül 11 kilogrammos szarvasnak a szőrzete vörösesbarna, sötétszürke elülső testrészekkel és nyakkal; a hasi része világosabb barna színű. A pofavége és az orra eléggé rövidek, azonban vastagok.

### Fordítás
- Ez a szócikk részben vagy egészben  a   Dwarf brocket című angol Wikipédia-szócikk ezen változatának fordításán alapul.  Az eredeti cikk szerkesztőit annak laptörténete sorolja fel. Ez a jelzés csupán a megfogalmazás eredetét és a szerzői jogokat jelzi, nem szolgál a cikkben szereplő információk forrásmegjelöléseként.